# بيتري
بيتري (بالإنجليزية: Petrey)‏ هي مدينة أمريكية تقع في ولاية ألاباما.تبلغ مساحة هذه المدينة 1.9 (كم²)،ويبلغ عدد سكانها 63 نسمة حسب إحصاء سنة 2010 م.تشير الإحصاءات بأن الكثافة السكانية في هذه المدينة تقدر بـ(33.2) نسمة/كم2.